# 南大港湿地
38°30′30″N 117°29′21″E / 38.50833°N 117.48917°E
南大港湿地位于中华人民共和国河北省黄骅市东北部的一处滨海湿地，属于沧州渤海新区南大港管理区管辖范围内，为省级自然保护区。
湿地面积1.6万公顷，位于渤海西岸。历史上曾是黄河和石碑河流经的地方，现属于地下深层淡水漏斗区，埋深170～250米，从西向东逐步加深。湿地内有潟湖洼地、浅槽型洼地、岗地和高平地等多种地貌，90%的植被为芦苇。南大港湿地是候鸟南北迁徙带与东西迁徙带的交汇点，有多种珍稀鸟类在此栖息。
2020年，沧州市南大港湿地景区被评为国家4A级旅游景区。
2024年7月26日，南大港入選世界遗产「中国黄（渤）海候鸟棲息地（第二期）」的擴展項目。